# Lasioglossum melbournense
Lasioglossum melbournense is een vliesvleugelig insect uit de familie Halictidae. De wetenschappelijke naam van de soort is voor het eerst geldig gepubliceerd in 1904 door Cockerell.